# Warloy-Baillon Communal Cemetery Extension
Le Warloy-Baillon Communal Cemetery Extension  est un cimetière militaire de la Première Guerre mondiale situé  sur le territoire de la commune de Warloy-Baillon, dans le département de la Somme, au nord-estd'Amiens.

## Localisation
Ce cimetière jouxte le cimetière communal, Rue du Général Leclerc, à la sortie nord-est de la commune.

## Histoire

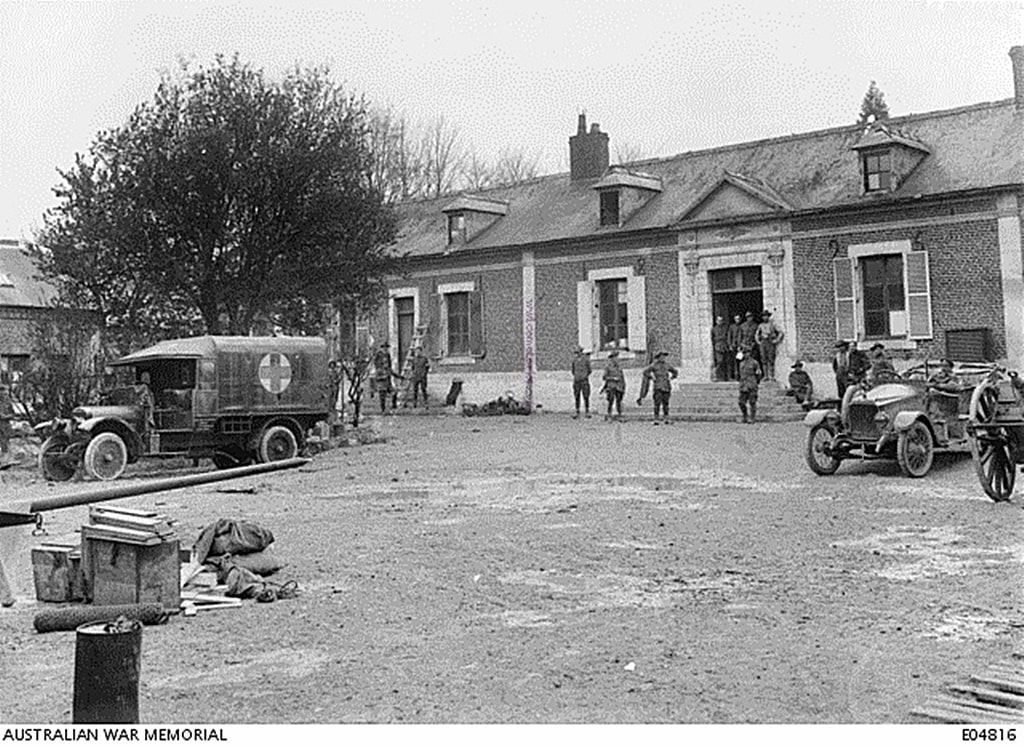
29 avril 1918, Warloy - Des soldats australiens, dont plusieurs portent des brassards de la Croix-Rouge, se sont rassemblés devant un bâtiment qui servait de poste de secours à la 7e compagnie australienne d'ambulance de campagne.

En octobre 1915, le front se situant à une dizaine de kilomètres à l'est, des compagnies d'ambulance de campagne viennent s'installer dans le village pour soigner les blessés évacués à l'arrière du front. C'est à cette date qu'a été commencé ce cimetière pour inhumer les soldats décédés des suites de leurs blessures.

Au départ, 46 soldats britanniques ont été inhumés à l'intérieur du cimetière communal, puis devant l'afflux des décès une extension , qui a été utilisée tout au long de la guerre, a été créée à l'est.

L'extension contient 1 386 sépultures du Commonwealth de la Première Guerre mondiale et deux de la Seconde Guerre mondiale. Il y a également 17 tombes de guerre allemande,.

## Caractéristiques
Ce cimetière est entouré d'une haie d'arbustes.

La Croix du Sacrifice s'élève sur une  esplanade à l'entrée sud-est du cimetière.

Il a été conçu par Sir Reginald Blomfield.

## Galerie

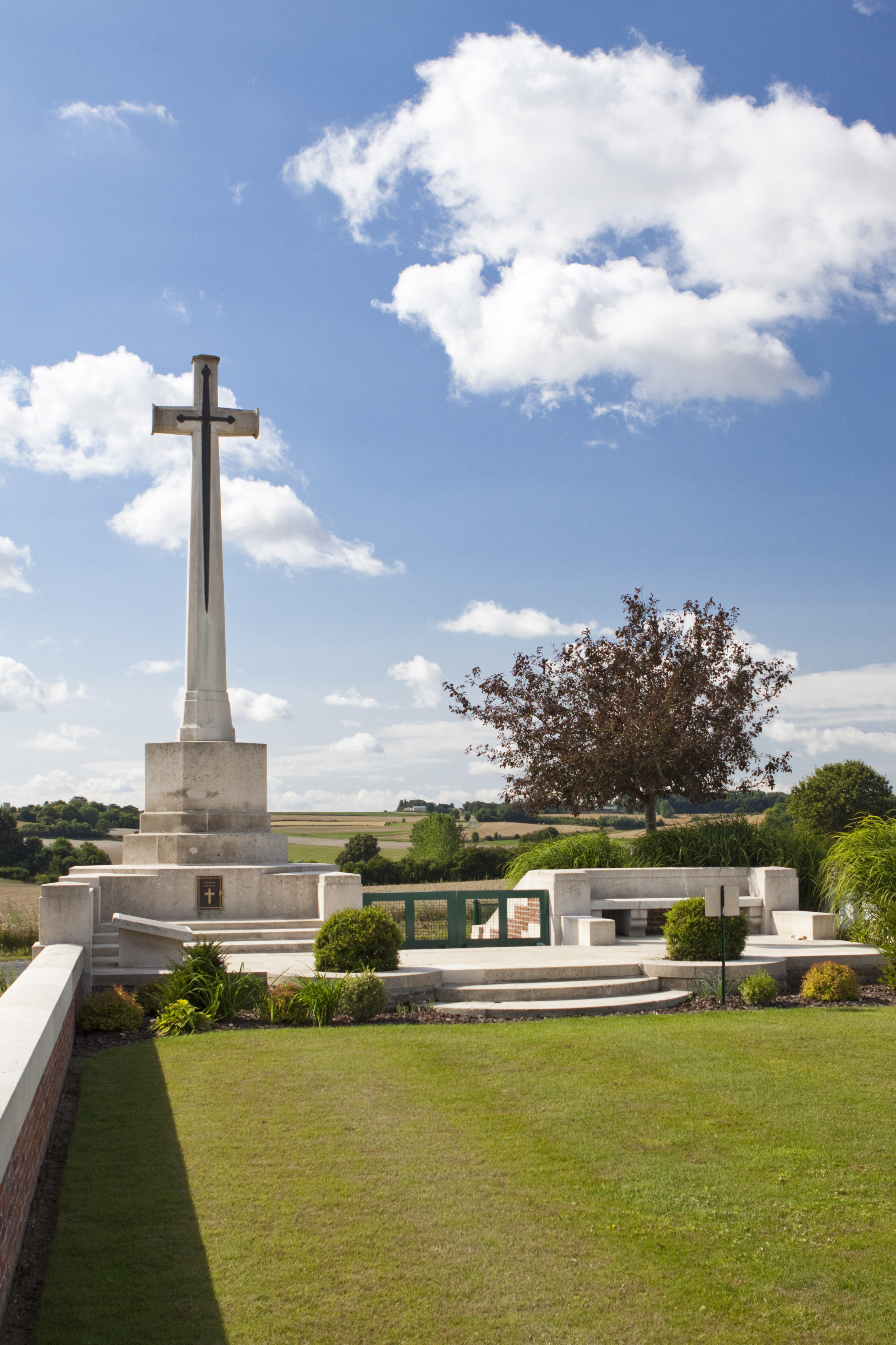
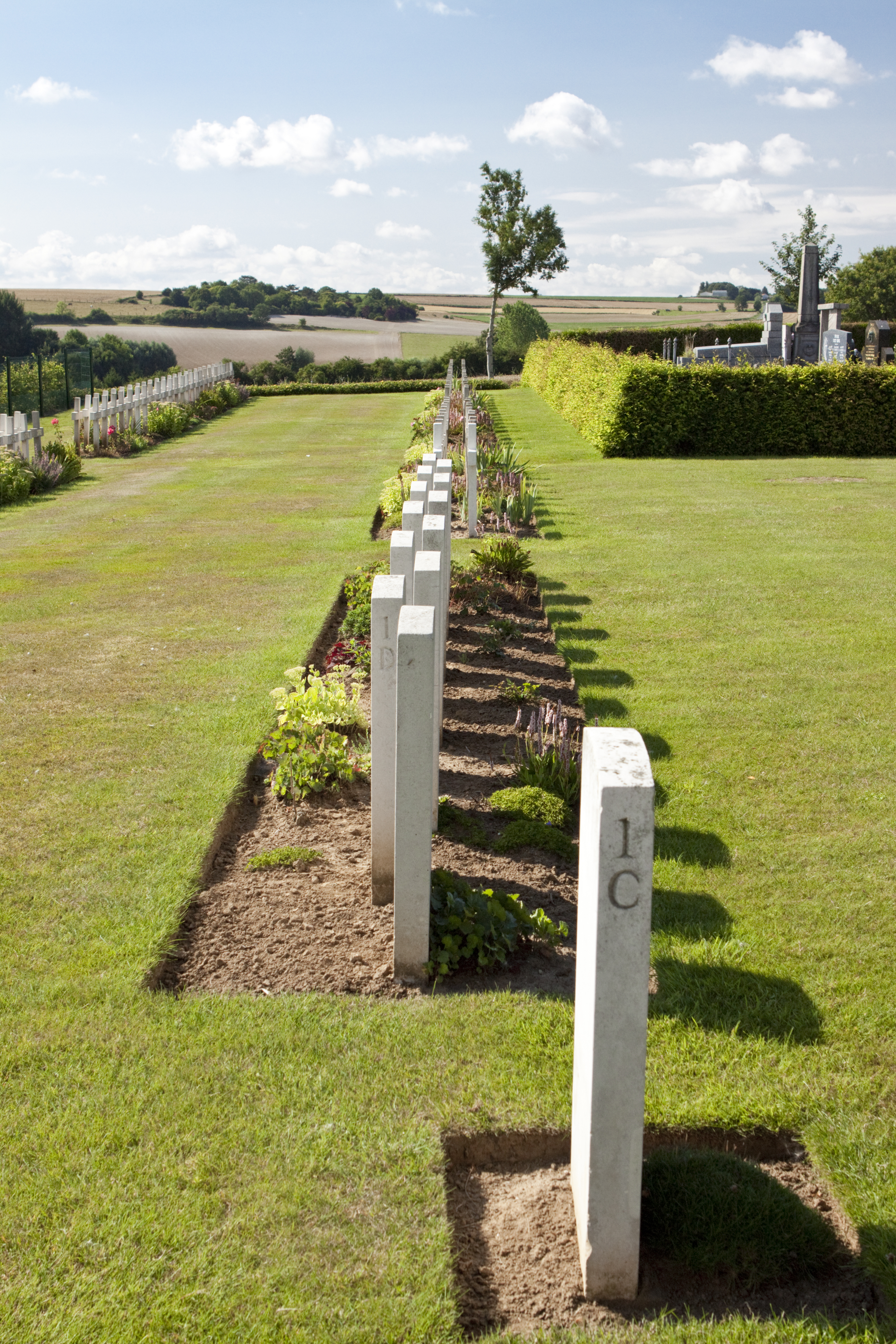
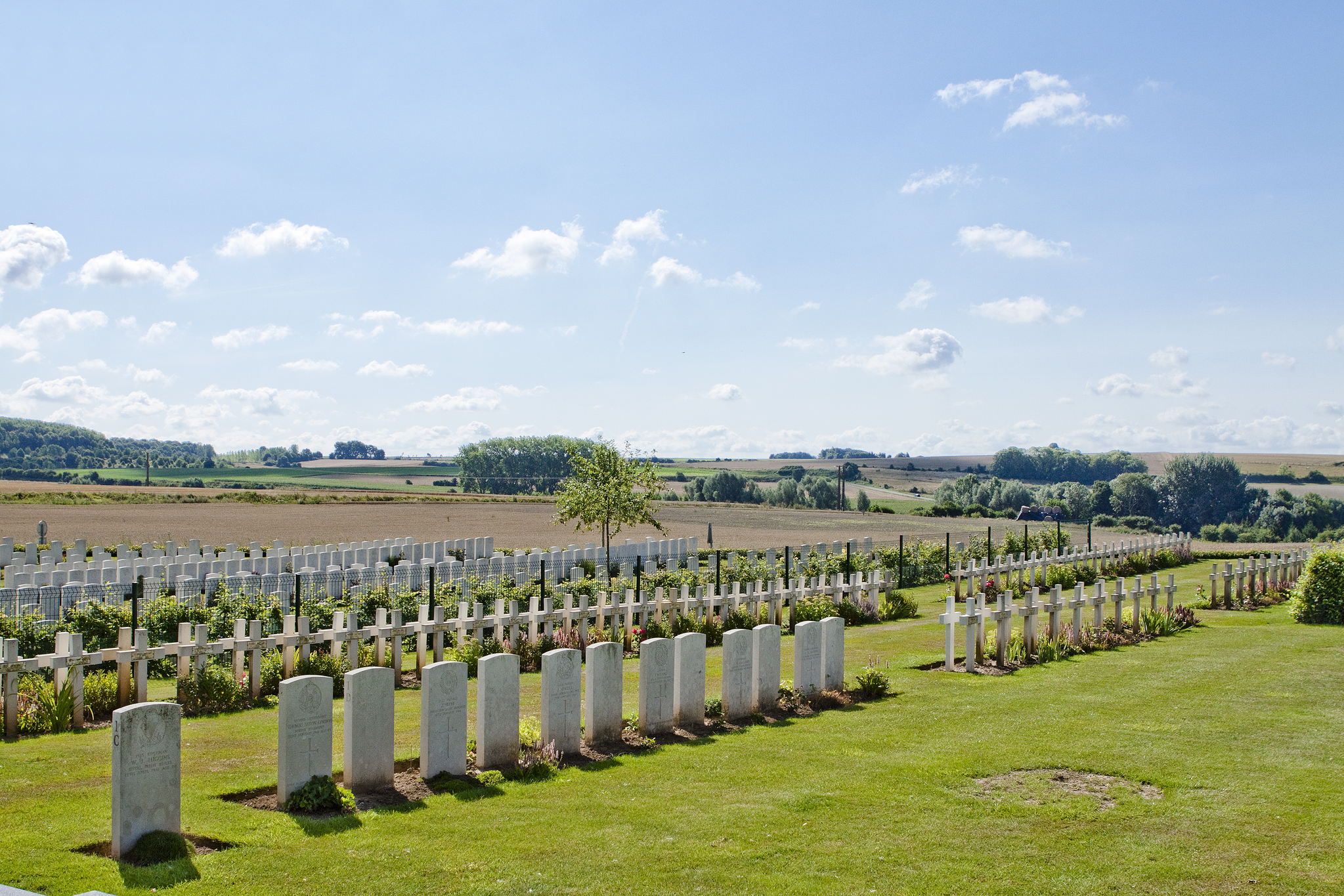
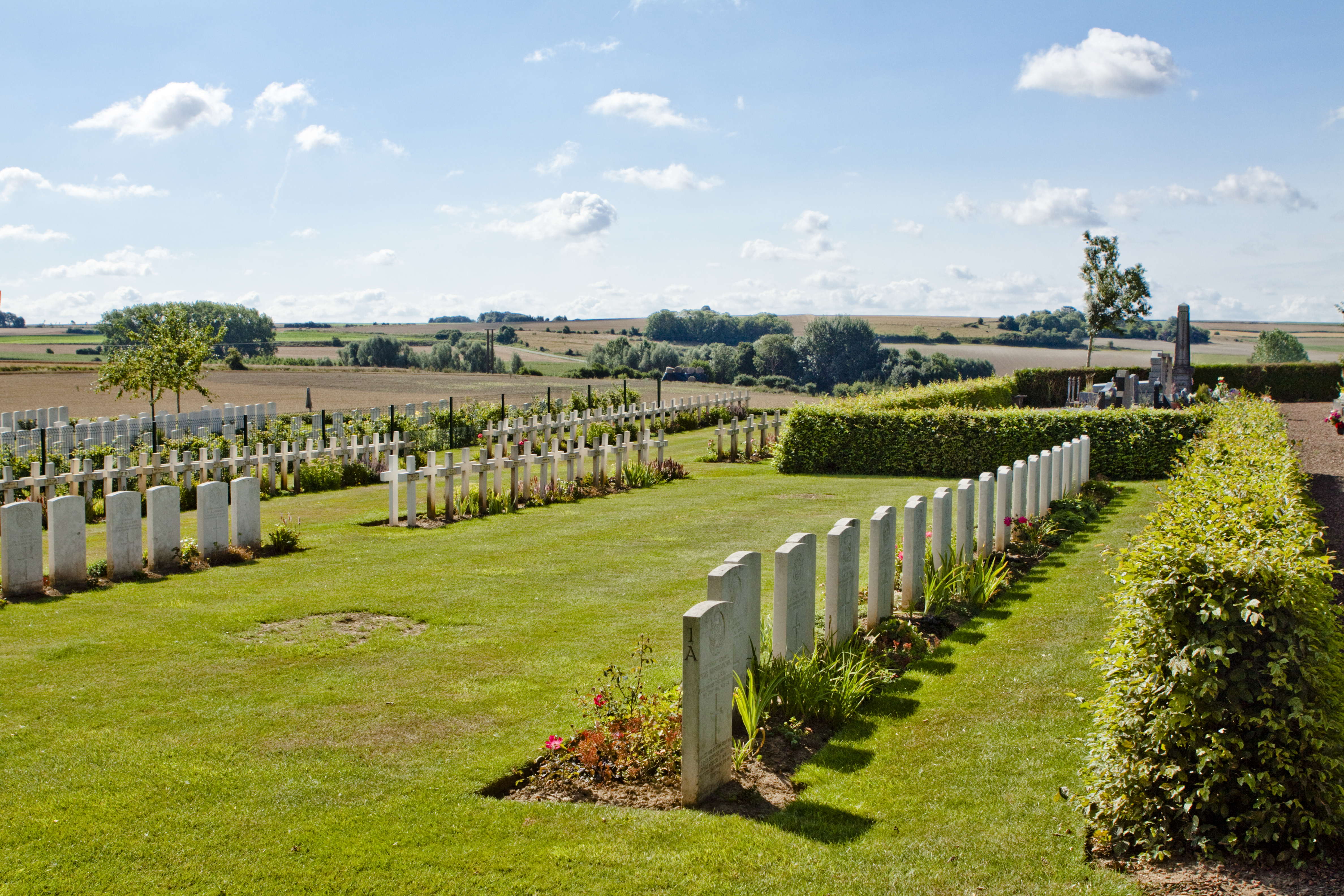
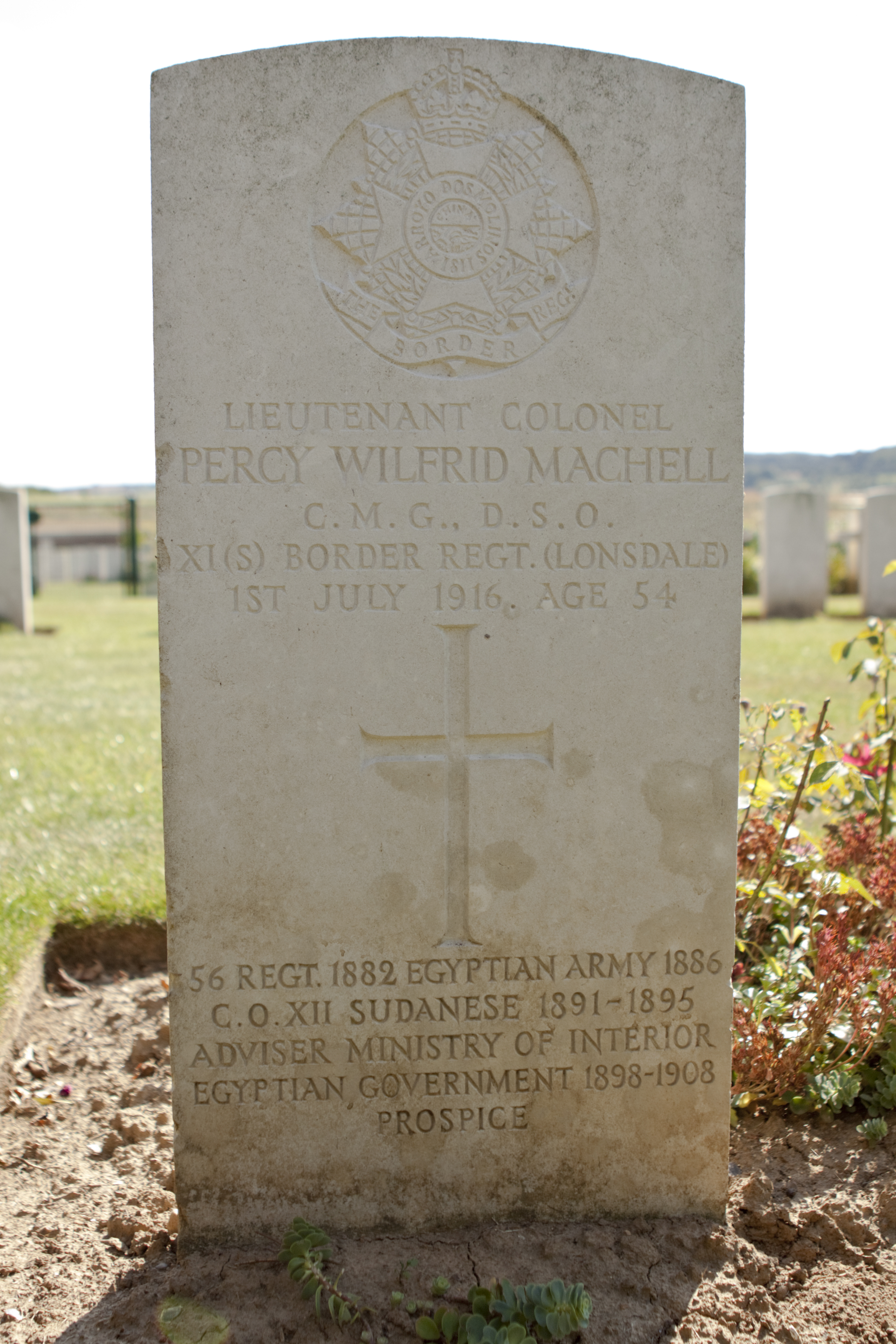
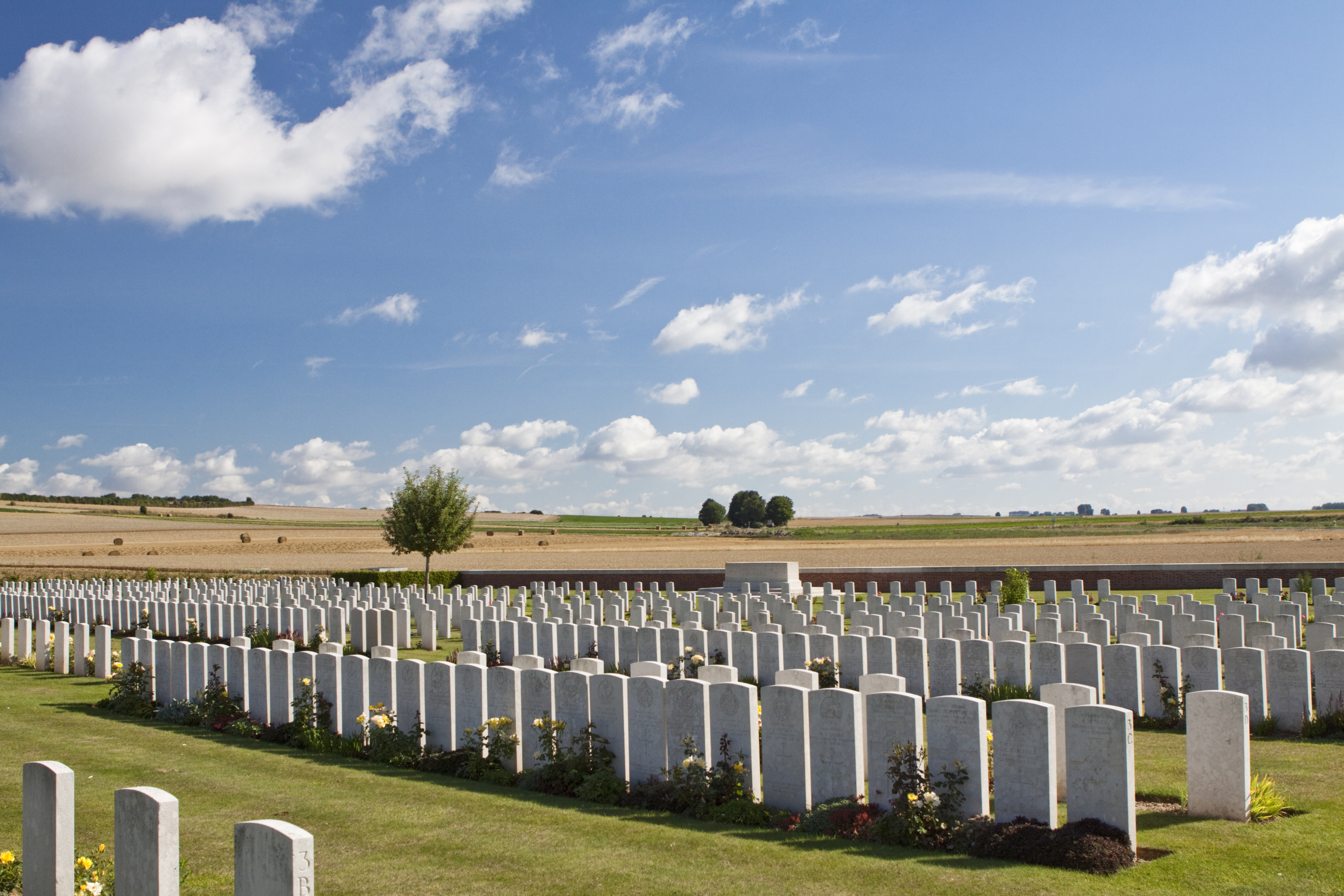
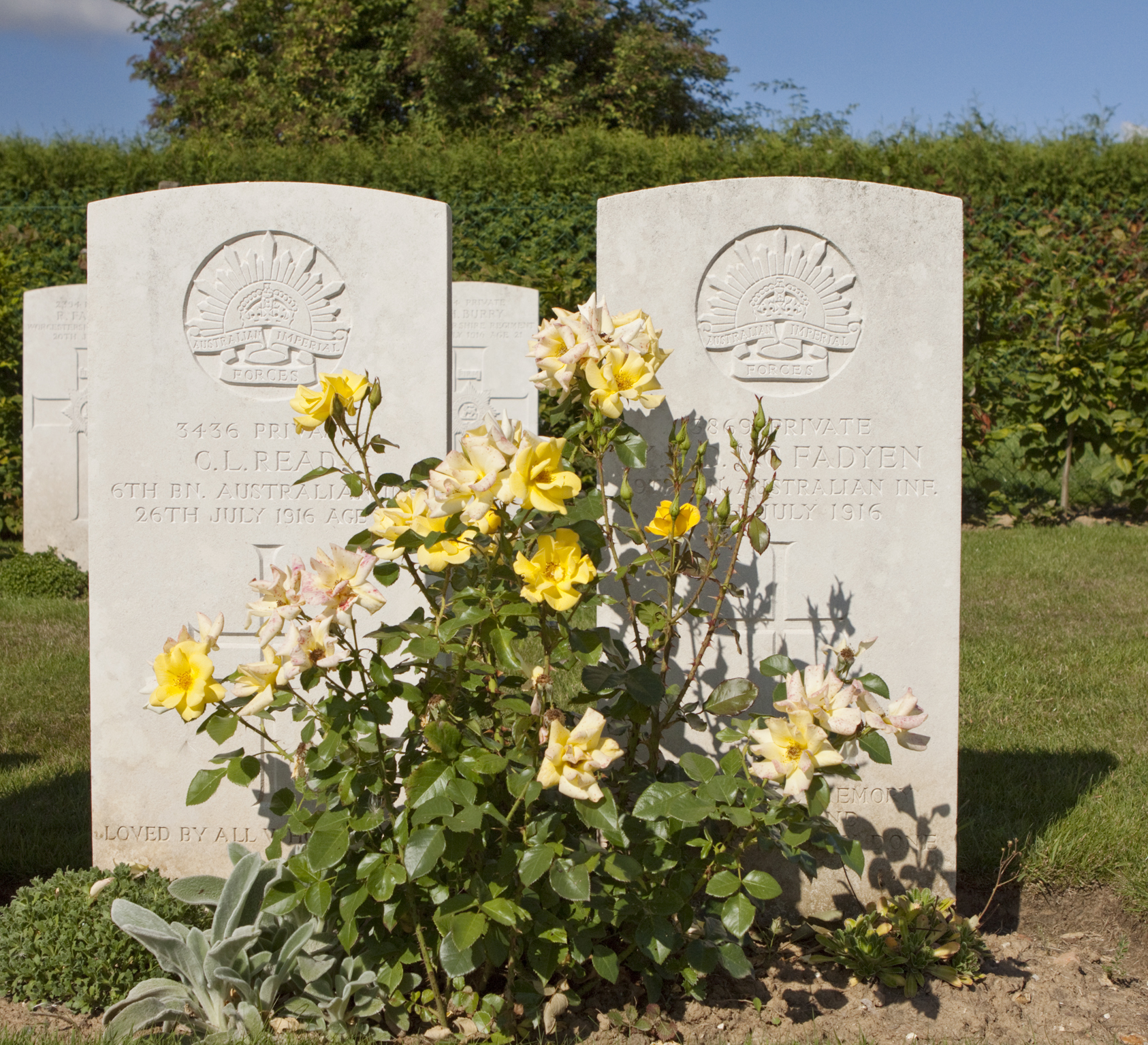

## Sépultures
| Pays        | Sépultures |
| ----------- | ---------- |
| Royaume-Uni | 903        |
| Canada      | 152        |
| Australie   | 321        |
| Allemagne   | 17         |
| Total       | 1403       |